# Morales de Valverde
Morales de Valverde is een gemeente in de Spaanse provincie Zamora in de regio Castilië en León met een oppervlakte van 18,01 km². Morales de Valverde telt 187 inwoners (1 januari 2016).

## Demografische ontwikkeling
Bron: INE, 1857-2011: volkstellingen
Opm.: In 1981 werd de gemeente San Pedro de Zamudia aangehecht